# Бузје
Бузје (фр. Bouziès) насеље је и општина у јужној Француској у региону Миди Пирене, у департману Лот која припада префектури Каор.
По подацима из 2011. године у општини је живело 77 становника, а густина насељености је износила 9,39 становника/km². Општина се простире на површини од 8,20 km². Налази се на средњој надморској висини од 148 метара (максималној 348 m, а минималној 120 m).

## Демографија
| 1962. | 1968. | 1975. | 1982. | 1990. | 1999. | 2011. |
| ----- | ----- | ----- | ----- | ----- | ----- | ----- |
| 84    | 105   | 93    | 74    | 77    | 70    | 77    |

График промене броја становника у току последњих година